# 恋桜
『恋桜』（こいざくら）は、2007年6月21日に発売された小林幸子のシングルである。

## 概要
2007年7月4日に、表題曲を収録したアルバム『小林幸子名曲選 恋桜』がリリースされ、同年10月17日には、表題曲とカップリングの「ほら、ひとりじゃないよ」を収録した『小林幸子全曲集 恋桜』もリリースされた。
また、表題曲の「恋桜」は、同年の第58回NHK紅白歌合戦において、『桜の万華鏡』というテーマの衣装で歌われた。

## 収録曲
1. 恋桜
  - 作詞：くろべさき、作曲：浅野佑悠輝、編曲：宮崎慎二
2. ほら、ひとりじゃないよ
  - 作詞：小林幸子、作曲：浅野佑悠輝、編曲：宮崎慎二
3. 恋桜（オリジナル・カラオケ）
4. ほら、ひとりじゃいないよ（オリジナル・カラオケ）